# 미도 토모에
미도 토모에(御堂 巴)는 《파이팅! 대운동회》의 등장인물이다. 한국명은 한은영(SBS), 레나 마르스(투니버스).

## 성우
타카하시 미키 / 이연희(SBS) / 김효선(OVA)

## 프로필
4962년 9월 23일에 태어나, 4998년 3월 7일에 원인 모를 불치병으로 사망. 칸자키 아카리의 친 어머니로 전설의 코스모 뷰티로 제시, 크리스, 안나의 어머니가 동경하고 아카리가 스포츠의 길을 걷게 만든 인물. 결혼하면서 칸자키 토모에가 되고 혼자서 아카리를 응석꾸러기로 키운 장본인으로 아카리의 기억속에는 상냥한 어머니의 모습으로 기억하고 있다. 네리리 성인에 의해 17세의 모습으로 부활하게 된다. 17세의 모습은 왈가닥한 성격의 모습이어서 교장(그랜 올드만)도 그 모습을 보고 옛날 모습 그대로라는 말을 듣고 딸 아카리에게 충격을 주었다. 다른 종목들로 후보선수들을 압도하는 실력을 보여줬으나 마지막 최종종목에서는 아카리에게 패배한다. 자신이 패배한 충격으로 딸의 머리채를 뜯어버리는 순간 다이자에몬의 키스를 받고 머리띠가 끊어져 세뇌가 풀려 다시 가족들과 사이좋게 살게 되지만 아카리가 기억하는 상냥한 모습이 아니라 왈가닥한 성격이라서 그런 토모에를 어머니로 인정하지 않는다.